# Долидзе, Григорий Шалвович
Григорий Шалвович Долидзе (25 марта 1910 года, село Тхинвали, Озургетский уезд, Кутаисская губерния, Российская империя — неизвестно, Грузинская ССР) — агроном колхоза имени Леселидзе Махарадзевского района, Грузинская ССР. Герой Социалистического Труда (1951).

## Биография
Родился в 1910 году в крестьянской семье в селе Тхинвали Озургетского уезда.
С раннего возраста трудился в сельском хозяйстве. В последующем получил специальное образование и трудился на различных должностях в сельском хозяйстве Озургетского района.
В июле 1941 года призван в Красную Армию по мобилизации. Служил в составе 668-го стрелкового полка 406-й стрелковой дивизии при охране государственной советско-турецкой границы. С 1942 года воевал при обороне Северного Кавказа в составе 12-го стрелкового корпуса 46-й Армии. В ноябре 1945 года демобилизовался и возвратился на родину. В послевоенные годы — агроном колхоза имени Леселидзе Махарадзевского района, председателем которого был Дмитрий Несторович Баканидзе.
В своей деятельности применял передовые агротехнические методы, в результате чего значительно возросла урожайность сельскохозяйственных культур. В 1950 году колхоз сдал государству в среднем с каждого гектара по 5240,8 килограммов сортового зелёного чайного листа с площади 48,8 гектаров. Указом Президиума Верховного Совета СССР от 23 июля 1951 года удостоен звания Героя Социалистического Труда за «получение в 1950 году высоких урожаев сортового зелёного чайного листа» с вручением ордена Ленина и золотой медали «Серп и Молот» (№ 6091).
Этим же Указом званием Героя Социалистического Труда были награждены председатель колхоза Дмитрий Несторович Баканидзе и колхозница Александра Самсоновна Гобронидзе.
За выдающиеся трудовые достижения по итогам работы в 1974 году награждён Орденом Трудового Красного Знамени.
Дата смерти не установлена.